# Diplophryxus kempi
Diplophryxus kempi là một loài chân đều trong họ Bopyridae. Loài này được Chopra miêu tả khoa học năm 1930.